# Дойл, Майк (футболист)
Майкл «Майк» Дойл (англ. Michael „Mike“ Doyle; 25 ноября 1946, Манчестер, Великобритания — 27 июня 2011, Эштон-андер-Лайн, Великобритания) — английский футболист, полузащитник «Манчестер Сити» (1965—1978).

## Карьера
Родился в семье полицейского. Дебютировал в молодежной команде «горожан» в 1962 г., а закончил выступать за «Манчестер Сити» в 1978 г. В 1975—1978 гг. был капитаном команды. Автор победного гола Кубка Лиги-1970. До завершения карьеры в 1984 г. выступал в «Сток Сити», «Болтоне» и «Рочестере».
В составе «горожан» он становился чемпионом Англии (1968), обладателем Кубка Англии (1969), дважды Кубка лиги (1970 и 1976) и Кубка обладателей кубков (1970).
Завершив карьеру игрока, работал в компании по производству спортивной экипировки Slazenger, выступал футбольным комментатором на радио Пиккадилли. С годами стал злоупотреблять алкоголем, что и привело к тяжёлой болезни печени, в результате которой он и скончался.